# Hosszúpereszteg, Vas
Hosszúpereszteg  este un sat în districtul Sárvár, județul Vas, Ungaria, având o populație de 686 de locuitori (2011). 

## Demografie
Componența etnică a satului Hosszúpereszteg
     Maghiari (97,88%)
     Germani (2,12%)
Componența confesională a satului Hosszúpereszteg
     Romano-catolici (83,97%)
     Fără religie (3,5%)
     Luterani (2,62%)
     Necunoscută (9,33%)
     Reformați (0,58%)
     Alte religii (0,73%)
Conform recensământului din 2011, satul Hosszúpereszteg avea 686 de locuitori. Din punct de vedere etnic, majoritatea locuitorilor (97,88%) erau maghiari, cu o minoritate de germani (2,12%).  Din punct de vedere confesional, majoritatea locuitorilor (83,97%) erau romano-catolici, existând și minorități de persoane fără religie (3,5%) și luterani (2,62%). Pentru 9,33% din locuitori nu este cunoscută apartenența confesională.